# Sumo (banda)
Sumo foi uma banda argentina de rock alternativo formada em 1982 que fundia pós-punk com reggae. Com o passar dos anos, seu sucesso e trajetória fez tornar-se, junto com Patricio Rey y sus Redonditos de Ricota e Soda Stereo, em uma das bandas mais influentes do rock argentino. Credita-se ao Sumo a introdução do pós-punk britânico no cenário argentino, com muitas letras em inglês, e fornecendo um contraponto visceral às influências do rock progressivo e da nueva canción então dominantes no rock em espanhol.
Após a morte de Luca Prodan, em 1987, o grupo se dividiu em 2: Divididos (com Diego Arnedo e Ricardo Mollo), e Las Pelotas (com Germán Daffunchio e Alejandro Sokol).
Em 2007, o grupo se reuniu para uma única apresentação no Quilmes Rock 2007, com a seguinte formação: Alejandro Sokol: Voz / Ricardo Mollo: Voz, guitarra / Diego Arnedo: Baixo / German Daffunchio: Guitarra / Roberto Pettinato: Saxofone / Alberto Troglio: Bateria / Marcelo Rodríguez: Trompete

## Discografia

### Álbuns de estúdio
| Ano de Lançamento | Título                                     | Gravadora     |
| 1983              | Corpiños en la Madrugada                   | Independente  |
| 1985              | Divididos por la Felicidad                 | Sony Music    |
| 1986              | Llegando los Monos                         | Sony Music    |
| 1987              | After Chabón                               | Sony Music    |
| 1989              | Fiebre (póstumo)                           | Sony Music    |
| 1992              | Corpiños en la Madrugada (re-edição em CD) | Silly Records |

### Álbuns ao vivo
| Ano de Lançamento | Título                   | Gravadora | Formato |
| 1987              | Sumo en Obras (9/8/1986) |           | VHS     |

### Coletâneas
| Ano de Lançamento | Título                                     | Gravadora  | Certificação / Vendas / Órgão |
| 1991              | Greatest Hits                              | Sony Music |                               |
| 1991              | The Collection                             | Sony Music | ouro / 50.000+ / CAPIF        |
| 1996              | Ultra Rare Trax Vols. 1, 2 y 3             | Sony Music |                               |
| 1999              | Inolvidable                                | Sony Music |                               |
| 1999              | El legado de Sumo                          | Sony Music |                               |
| 2000              | Obras Cumbres                              | Sony Music | platina / 100.000+ / CAPIF    |
| 2008              | Sí o Sí de Sumo: Diario del Rock Argentino | Sony Music |                               |